# Sabie

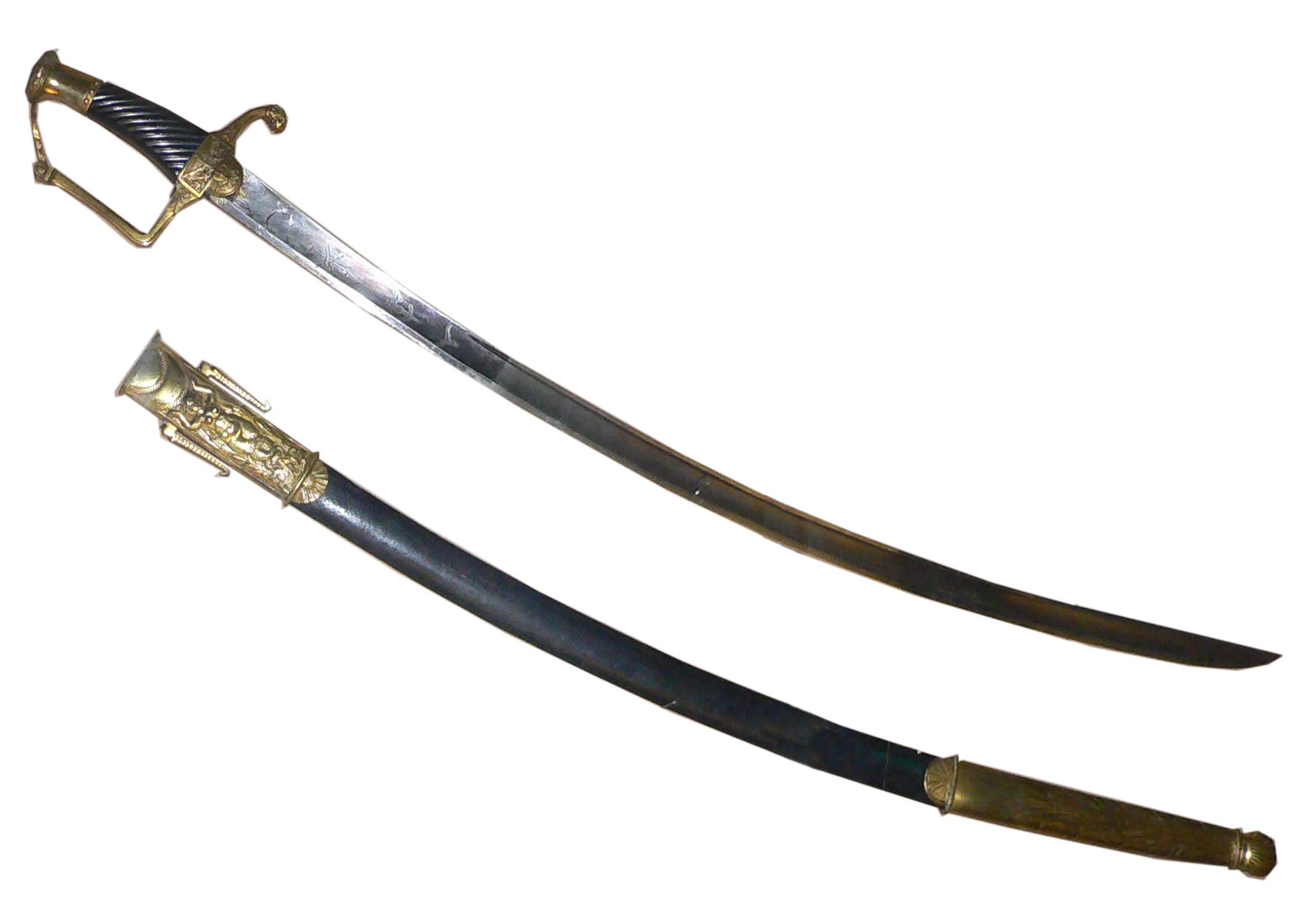
Sabie franceză de ofițer de marină, din secolul al XIX-lea

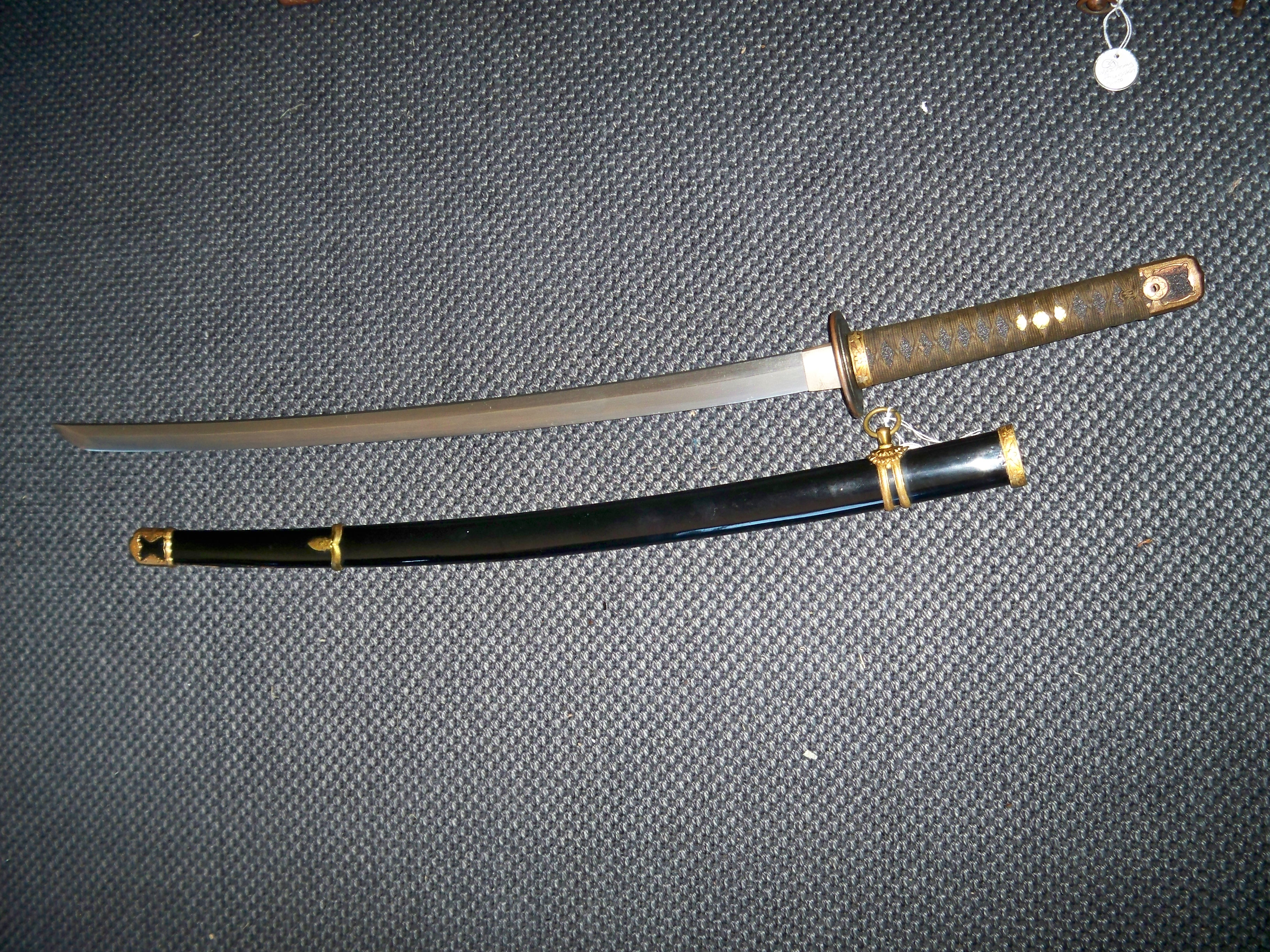
Katana, kai gunto, din secolul al XX-lea

O sabie este o armă albă având o lamă lungă de oțel curbată, ascuțită la vârf și pe una dintre laturi (cu tăișul pe o singură parte) și fixată într-un mâner.
O altă definiție este cea de armă individuală de luptă corp la corp, medievală și modernă, pentru lovit și împuns, cu lamă curbată și prevăzută cu un singur tăiș pe partea exterioară a curburii și în general - cu excepția Extremului Orient - cu mânerul curbat sau înclinat în sens invers curburii lamei. 
La modul general sabie este o denumire generică dată armelor albe de dimensiuni mari folosite în multe forme de diferite civilizații.
A nu se confunda cu spadă, care este dreaptă și are tăiș pe ambele părți.

## Săbii importante
La Muzeul Național Cotroceni se găsește o sabie de paradă cu lama de oțel nichelat, lungă de 75 cm și lată de 4,5 cm, gravată cu monogramele lui Miloș Obrenovici, Prinț al Serbiei și a Domnitorului Alexandru Ioan Cuza, cu garda turnată din aur și împodobită cu pietre prețioase, cu teaca din aur, împodobită cu filigran, pietre prețioase și catifea roșie. Sabia a fost special comandată de Mihail Obrenovici care i-a dăruit-o domnitorului Alexandru Ioan Cuza.